# Monte Baranta

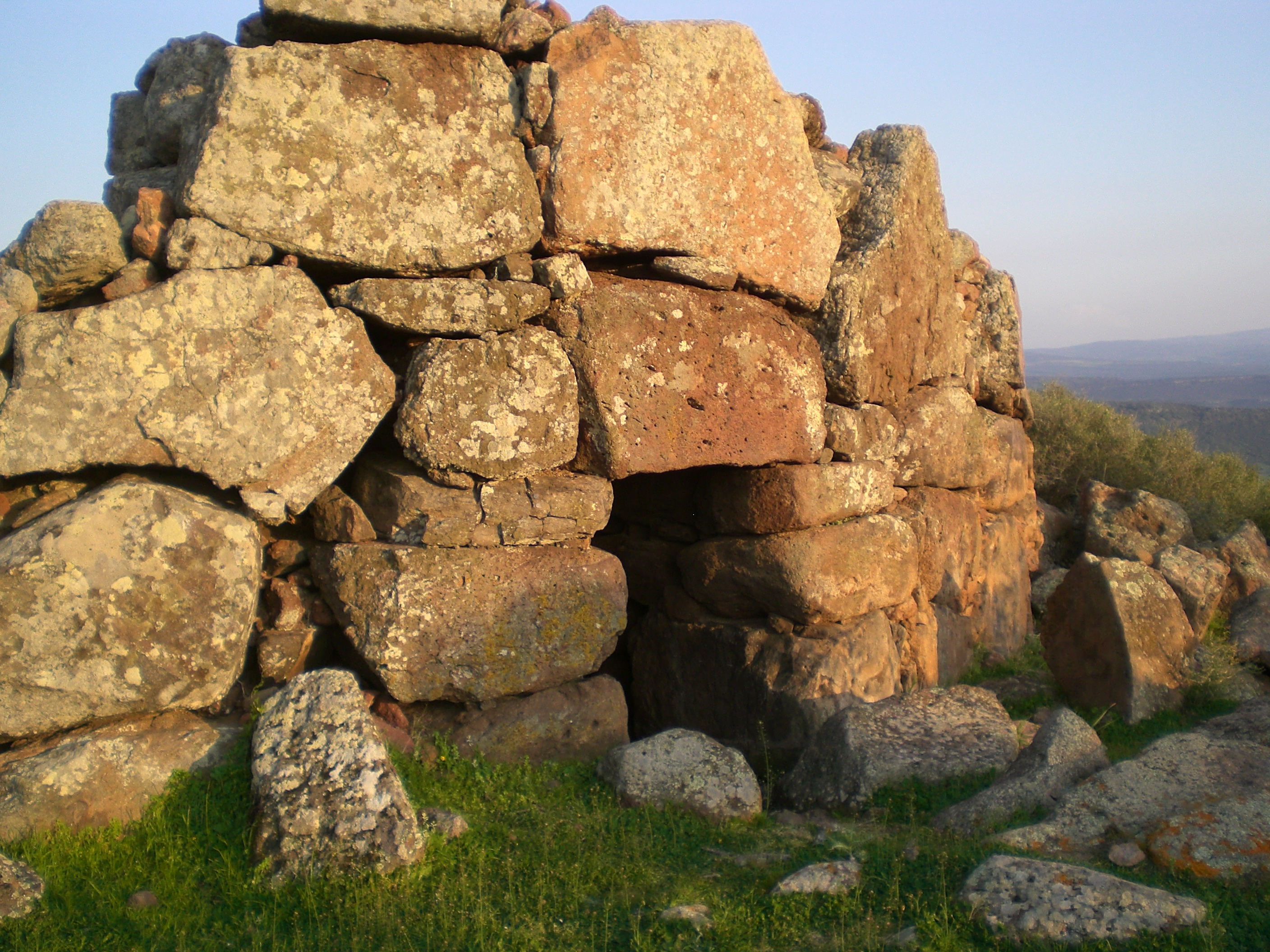
Der Zugang zur Anlage

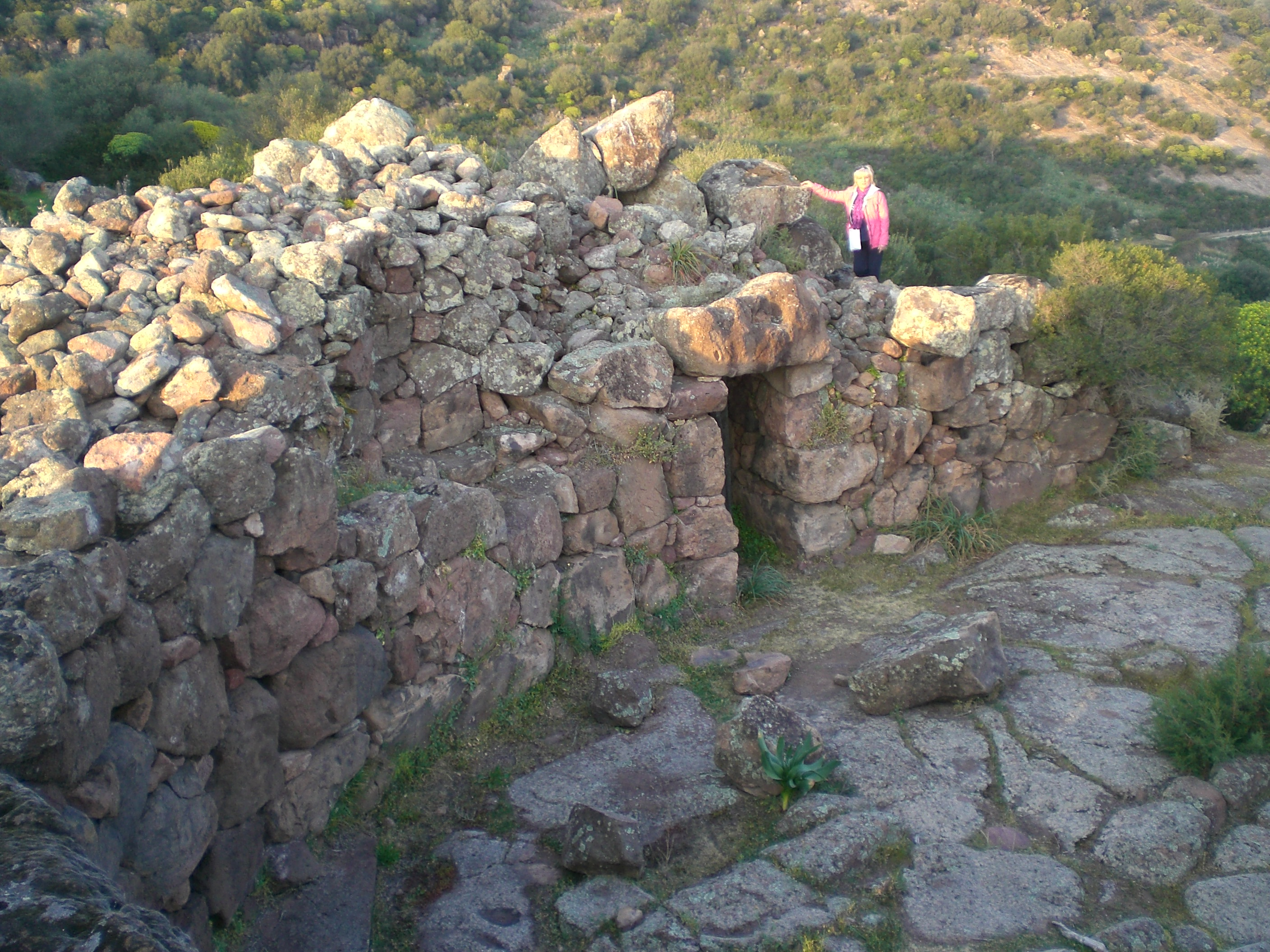
Eine der Mauern

Monte Baranta wurde erst 1962 entdeckt und 1979 ausgegraben. Es ist ein proto-nuraghischer Kultkomplex, der hauptsächlich mit der Monte-Claro-Kultur (2700–2200 v. Chr.) in Verbindung gebracht wird. Er liegt am Rande eines Hochplateaus südöstlich von Olmedo in der Metropolitanstadt Sassari auf Sardinien.
Monte Baranta ist ähnlich einer Abschnittsbefestigung angelegt. Seine etwa 100 m lange, relativ gerade, von Nord nach Süd verlaufende Sperrmauer, mit einem schmalen Durchgang im Norden, riegelt die zugängliche Seite eines Sporns ab. Die maximal drei Meter hohe und vier Meter breite Mauer besteht aus einer Mischung großer und kleiner Steine. Einige sind eindeutig Spolien. Vor und hinter der Mauer fanden sich die Reste baulicher Strukturen. Der Bereich vor der Mauer besteht aus den Resten einer etwa zehn Meter großen runden Struktur, in der sich zerbrochene Menhire und ein umgestürzter Menhir, befinden. Hinter der Mauer liegen die Reste von sieben mehr oder weniger rechteckigen Gebäuden liegen. Sie enthielten nur Keramikfunde der Monte Claro-Kultur auf, wurden also später nicht benutzt.
Die als „runder Turm“ bezeichnete, hufeisenförmige Struktur steht an der Kante einer niedrigeren Terrasse, die dem Sporn vorgelagert ist. Diese besser erhaltene Baulichkeit hat zwei schmale 2,1 m hohe Zugänge im Norden und Westen und eine Gesamtfläche von 390 m², bei einer maximalen Breite von 20,6 m. Die Breite der aus riesigen Felsbrocken aus Trachyt bestehenden, unregelmäßigen Mauer variiert zwischen 6,5 m und 4,15 m bei einer heutigen Resthöhe von etwa 3,5 m. Sie umschließt einen vermutlich stets offenen Innenbereich. Dessen ebener Boden besteht aus Platten. Im Südwesten befindet sich eine rudimentäre Treppe im Mauerwerk. Sie führte auf die breite Mauer der Bastion. Während der Ausgrabungen wurden große Mengen von Keramik und Werkzeugen der Monte Claro-Kultur und späterer Kulturen gefunden.
Offenbar wurde die obere Ebene ausschließlich von den Trägern der Monte Claro-Kultur errichtet, relativ kurze Zeit genutzt und dann überhastet aufgegeben. Nach einigen Jahrhunderten, etwa 2000 v. Chr., wurde von den Trägern der Bonnanaro-Kultur, ebenfalls nur für einen kurzen Zeitraum, der Turm genutzt. Danach wurde der Platz sporadisch auch durch die Träger der Nuraghenkultur und die Römer aufgesucht.
In der Nähe liegt die Nuraghe Masala.